# Jacobaea incana
Jacobaea incana là một loài thực vật có hoa trong họ Cúc. Loài này được (L.) Veldkamp mô tả khoa học đầu tiên năm 2006.